# Terug naar de kust (film)
Terug naar de kust is een Nederlandse speelfilm van Will Koopman uit 2009 naar het gelijknamige boek van Saskia Noort.

## Verhaal
Maria (Linda de Mol) raakt zwanger, maar heeft al twee kinderen en besluit het kind niet te houden. Haar huidige partner is het daar niet mee eens. Na de abortus ontvangt ze anonieme dreigbrieven, vreemde telefoontjes en een dode rat in haar post. Maria vlucht met haar kinderen naar haar zus Ans (Ariane Schluter), die nog steeds in het ouderlijk huis woont waar ze samen opgroeiden. Terwijl ze daar is, brandt haar eigen huis in Amsterdam gedeeltelijk af.
Terwijl Maria bij haar zus verblijft, komt er een sloot aan jeugdherinneringen boven. Ze lijkt langzaam door te draaien en krijgt last van black-outs. Haar anonieme bedreiger weet haar intussen ook op haar nieuwe verblijfplaats te bestoken met verwensingen. Er dienen zich verschillende verdachten aan, zoals haar ex Geert (Daan Schuurmans) en Ans haar spoorloos verdwenen echtgenoot Martin (Jaap Spijkers), die tevens Maria's boekhouder was. Ondertussen raakt Maria bevriend met een collega van Martin, Harry (Koen De Bouw).
Op zoek naar aanwijzingen, breekt Maria samen met Harry in op het kantoor van de spoorloze Martin. Ze worden daar betrapt door Ans, die ze beiden bewusteloos slaat. Ze sluit Maria op op haar zolder met een blinddoek en heeft eerder al de logerende kinderen verdoofd. Harry lijkt vermoord. Ans is al die tijd de bedreiger van haar zus geweest. Ans heeft een diepgewortelde kinderwens, maar kan geen kinderen krijgen. Op het moment dat ze hoorde van Maria's abortus, draaide ze door. Rond diezelfde tijd bleek Ans ook zelf zwanger, maar haar vrucht was niet levensvatbaar en ze moest gecuretteerd worden. Omdat Maria probeert te ontsnappen, neemt Ans haar zus mee naar het strand om haar daar te vermoorden. Eerder doodde ze haar echtgenoot Martin. Maria weet Ans echter te overmeesteren en neemt haar mee terug naar het huis, waar ze Victor (Huub Stapel), een collega van Ans, belt. Als hij arriveert treft hij Maria aan met een jachtgeweer op Ans gericht. Hij gelooft Maria zodat Ans door de politie wordt ingerekend. De Amsterdamse rechercheur Van Wijk (Pierre Bokma) heeft de hele film achter de feiten aangelopen.

## Rolverdeling
| Acteur                 | Personage            | Opmerkingen |
| ---------------------- | -------------------- | ----------- |
| Linda de Mol           | Maria Vos            |             |
| Ariane Schluter        | Ans Vos              |             |
| Pierre Bokma           | Rechercheur van Wijk |             |
| Huub Stapel            | Victor Terpstra      |             |
| Daan Schuurmans        | Geert                |             |
| Koen De Bouw           | Harry Menninga       |             |
| Sabrina van Halderen   | Resi                 |             |
| Jaap Spijkers          | Martin               |             |
| Marike van Weelden     | Petra Vos (moeder)   |             |
| Stefan de Walle        | Vader                |             |
| Chris Dekkers          | Merel Vos            |             |
| Scott Bovelander       | Wolf Vos             |             |
| Yoka Verbeek           | Ans (22 jaar)        |             |
| Kimberley Klaver       | Maria (18 jaar)      |             |
| Bess Dekkers           | Maria (8 jaar)       |             |
| Roos Wiltink           | Ans (12 jaar)        |             |
| Hein van der Heijden   | Gerard de Korte      |             |
| Esther Scheldwacht     | Nelly de Wijn        |             |
| Kaspar Schellingerhout | Maarten              |             |
| Roos Netjes            | Monique              |             |
| Jochem Stavenuiter     | Henk                 |             |
| Titus Tiel Groenestege | Gynaecoloog          |             |
| Lianne Hultink         | Verpleegster         |             |

## Ontvangst
De film werd door de media overwegend positief ontvangen. Van de Nederlandse dagbladen was alleen Trouw negatief. NU.nl noemde de film 'een sfeerloze tv-thriller met scènes zonder kop of staart'.
De film trok in amper anderhalve week tijd meer dan 110.000 bezoekers. Daarmee heeft de film de gouden status bereikt waarvoor een film minstens 100.000 bezoekers moet hebben getrokken. Linda de Mol heeft hiervoor als onderscheiding de Gouden Film in ontvangst genomen.